# Хейдън Лейк
Хейдън Лейк (на английски: Hayden Lake) е град в окръг Кутни, щата Айдахо, САЩ. Хейдън Лейк е с население от 494 жители (2000) и обща площ от 1 km². Намира се на 697 m надморска височина. ЗИП кодът му е 83835, а телефонният му код е 208.